# Mohammed Salisu
Mohammed Salisu Abdul Karim (* 17. dubna 1999 Akkra) je ghanský profesionální fotbalista, který hraje na pozici středního obránce za klub AS Monaco FC a za ghanský národní tým.
Salisu zahájil svou kariéru ve španělském Valladolidu, kde debutoval v A-týmu v roce 2019. Předtím, než v roce 2020 odešel do anglického Southamptonu za poplatek ve výši asi 10,9 milionu liber, odehrál v klubu 34 utkání.

## Klubová kariéra
Salisu se narodil v Akkře, hlavním městě Ghany, a svou kariéru zahájil v místním mládežnickém klubu Kumasi Barcelona Babies, než se v roce 2013 připojil k West African Football Academy. Tu v roce 2015 opustil z osobních důvodů, a poté byl více než rok bez klubu, než se v březnu 2017 dostal do African Talent Football Academy. V říjnu 2017 nastoupil do akademie Realu Valladolid.

### Real Valladolid

#### Sezóna 2017/18
Salisu debutoval v rezervním týmu 28. ledna 2018 při domácí ligové porážce 4:2 proti Coruxu. 1. března podepsal smlouvu do roku 2021. Svůj první gól vstřelil 29. dubna; jednalo se o vyrovnávací branku 82. minutě utkání proti Racing Ferrol.

#### Sezóna 2018/19
Dne 16. července 2018 byl Salisu povýšen do A-týmu Valladolid. V tom debutoval 9. ledna 2019 v zápase Copa del Rey proti Getafe, který skončil porážkou 0:1. 22. května 2019 Salisu prodloužil smlouvu v klubu do roku 2022.

#### Sezóna 2019/20
V La Lize debutoval 18. srpna při venkovní výhře 2:1 nad Realem Betis. Po odchodu Fernanda Calera do Espanyolu se Salisu stal stabilním členem základní sestavy ve stoperské dvojici s Kikem Olivasem. 26. října 2019 vstřelil svůj první profesionální gól při domácím vítězství 2:0 proti Eibaru.

### Southampton

#### Sezóna 2020/21
Dne 12. srpna 2020 přestoupil Salisu do anglického Southamptonu za částku okolo 10,9 milionu liber. Anglický klub aktivoval výstupní klauzuli ve smlouvě ghanského obránce. Salisu podepsal v Southamptonu čtyřletou smlouvu. Manažer Ralph Hasenhüttl přivítal novou posilu svého týmu s tím, že je jedním z největších talentů na svém postě, který má všechny vlastnosti k tomu, aby mohl hrát v Premier League a pomohl Southamptonu. Na začátku svého nového angažmá utrpěl svalové zranění, kvůli kterému musel vynechat prvních deset ligových kol. V 11. kole usedl poprvé na lavičku náhradníků v zápase proti Brightonu. Na přelomu roku 2020 a 2021 utrpěl Salisu další zranění, tentokrát se jednalo o zdravotní problém s hamstringy.
Salisu debutoval v dresu Southamptonu 11. února 2021, šest měsíců po svém přestupu, když odehrál celých 90 minut a udržel čisté konto při vítězství 2:0 nad Wolverhamptonem Wanderers v osmifinále FA Cupu.
Debut v Premier League si odbyl o tři dny později, když nastoupil v 72. minutě utkání opět proti Wolverhamptonu Wanderers, když nahradil zraněného Kylea Walkera-Peterse, které skončilo domácí porážkou Saints 2:1. Salisu se poprvé objevil v základní sestavě ligového utkání v následujícím kole Premier League, při remíze 1:1 proti Chelsea.

#### Sezóna 2021/22
Dne 21. září 2021 vstřelil Salisu svůj první gól v dresu Southampton, a to v zápase ligového poháru proti Sheffieldu United, který skončil remízou 2:2 po 90 minutách; Southampton následně postoupil do penaltovém rozstřelu.

## Reprezentační kariéra
V listopadu 2019 obdržel Salisu svou první pozvánku do ghanské reprezentace na zápasy kvalifikace na Africký pohár národů 2021 proti Jihoafrické republice a proti reprezentaci Svatého Tomáše a Princova ostrova. Na sraz však neodletěl kvůli zranění.
V dubnu 2021 během rozhovoru Salisu prohlásil, že by rád hrál za národní tým, ale doposud na to nebyla vhodná chvíle, jelikož se soustředí zejména na svou klubovou kariéru.

## Statistiky

### Klubové
K 21. září 2021
| Klub            | Sezóna  | Liga           | Liga | Liga  | Národní pohár | Národní pohár | Ligový pohár | Ligový pohár | Celkem | Celkem |
| Klub            | Sezóna  | Liga           | Apps | Goals | Apps          | Goals         | Apps         | Goals        | Apps   | Goals  |
| --------------- | ------- | -------------- | ---- | ----- | ------------- | ------------- | ------------ | ------------ | ------ | ------ |
| Real Valladolid | 2018/19 | La Liga        | 0    | 0     | 2             | 0             | —            | —            | 2      | 0      |
| Real Valladolid | 2019/20 | La Liga        | 31   | 1     | 1             | 0             | —            | —            | 32     | 1      |
| Real Valladolid | Celkem  | Celkem         | 31   | 1     | 3             | 0             | 0            | 0            | 34     | 1      |
| Southampton     | 2020/21 | Premier League | 12   | 0     | 3             | 0             | 0            | 0            | 15     | 0      |
| Southampton     | 2021/22 | Premier League | 5    | 0     | 0             | 0             | 1            | 1            | 6      | 1      |
| Southampton     | Celkem  | Celkem         | 17   | 0     | 3             | 0             | 1            | 1            | 21     | 1      |
| Celkem          | Celkem  | Celkem         | 48   | 1     | 6             | 0             | 1            | 1            | 76     | 2      |